# حتپتی (مادر پادشاه)
حتپتی یا حتپ‌تی (انگلیسی: Hetepti؛ ‏مصری باستان: ḥtp.tj) زنی در مصر باستان بود که عنوان مادر پادشاه را داشت و گمان می‌رود مادر پادشاه آمنمحات چهارم باشد که در پایان دودمان دوازدهم پادشاهی میانه در مصر باستان حکومت کرد.

## شواهد تاریخی
او تنها از طریق تصویری در معبد مدینه مادی شناخته شده است؛ معبدی که در دوران سلطنت آمنمحات سوم و جانشینش آمنمحات چهارم ساخته و تزیین شد. در آنجا، او صرفاً به‌عنوان مادر شاه، خنمت‌نفرحدجت، بانوی دو سرزمین و بانوی بلندپایه (iry-pat) توصیف شده است؛ در متنی که روشن می‌سازد او مادر آمنمحات چهارم بوده است. کتیبه به‌طور جزئی تخریب شده است. ممکن است بخش‌هایی از القاب او از بین رفته باشند، و همچنین ممکن است بخش‌هایی از نام او نیز تخریب شده باشد.
کتیبهٔ مربوط به معبد آمنمحات سوم در مدینه مادی اشاره می‌کند به: آمنمحات سوم ({nj-mꜣꜥt-rꜥ jmn-m-ḥꜣt})، حتپ‌تی ({jrjt-pꜥt; mwt-nsw; ẖnmt nfr ḥḏt ḥtp.tj}) و نفروپتاح ({jrjt-pꜥt; sꜣt-nsw nfrw-ptḥ})